# كيث كيد
كيث كيد (بالإنجليزية: Keith Kidd)‏ هو لاعب كرة قدم أمريكية أمريكي، ولد في 10 سبتمبر 1962 في كروسيت في الولايات المتحدة.

## وصلات خارجية
- كيث كيد على موقع مرجع كرة القدم المحترفة.كوم (الإنجليزية)
- كيث كيد على موقع JustSportsStats.com (الإنجليزية)
- كيث كيد على موقع كلية كرة القدم في سبورتس رفرنس.كوم (الإنجليزية)